# Balder (Marvel Comics)
Balder il coraggioso (Balder the Brave), più conosciuto semplicemente come Balder, è un personaggio dei fumetti creato da Stan Lee (testi) e Jack Kirby (disegni), pubblicato dalla Marvel Comics. La sua apparizione avviene in Journey into Mystery (vol. 1) n. 104 (maggio 1964).
È ispirato all'omonima divinità norrena.

## Biografia del personaggio
A causa di profezie secondo cui la morte di Balder contribuirebbe a far scattare l'avvento del Ragnarok, la distruzione di Asgard e dei suoi abitanti, Odino, signore di Asgard, mandò sua moglie Frigga a renderlo invulnerabile.
Frigga lanciò così un incantesimo per rendere Balder più forte e invulnerabile a qualsiasi cosa. Loki, il dio dell'inganno, conosce un incantesimo per renderlo vulnerabile.
Balder è stato ucciso durante la fine del Ragnarok da un esercito di arcieri.

## Poteri e abilità
Balder ha diversi attributi fisici sovrumani ed è più forte della media degli Asgardiani.
In qualità di Dio della luce può anche emettere potenti raggi di luce.